# Mary Spicer
Mary Nelson Spicer Coleman (Barrington, 3 luglio 1987) è un'ex pallavolista e allenatrice di pallavolo statunitense.
Giocava nel ruolo di palleggiatrice. È assistente allenatrice presso la University of Portland.

## Carriera

### Pallavolista
La carriera di Mary Spicer inizia nel 2005 nella squadra universitaria di UCLA, dove gioca fino al 2008 senza ottenere grandi risultati, ma nonostante questo viene inserita nell'All-Tournament Team della fase regionale del 2007. Precedentemente aveva già fatto parte della nazionale statunitense juniores, con cui si era aggiudicata il campionato nordamericano Under-20 2004.
Nel 2008 è stata convocata per la prima volta in nazionale maggiore, con cui è rimasta ad allenarsi per tutto il 2009. Nella stagione 2010 inizia la carriera da professionista, giocando nelle Leonas de Ponce a Porto Rico, guadagnandosi anche la convocazione per il Montreux Volley Masters, dove vince la medaglia d'argento, ed al World Grand Prix, dove conquista la medaglia d'oro.
Per la stagione 2010-11 viene ingaggiata dal Klub Sportowy Pałac Bydgoszcz. Nella stagione successiva si trasferisce in Azerbaigian nel Rabitə Bakı Voleybol Klubu, con cui vince il campionato. Nel 2013 viene ingaggiata a stagione già iniziata dalla Lokomotiv Bakı Voleybol Klubu.
Nella stagione 2013-14 firma per lo Shanghai Nuzi Paiqiu Dui, nel campionato cinese. Al termine del campionato si ritira dalla pallavolo giocata.

### Allenatrice
Nel 2014 inizia la carriera di allenatrice, accettando l'incarico di assistente presso la University of Portland.

## Palmarès

### Club
- Campionato azero: 1

2011-12

### Nazionale (competizioni minori)
- Campionato nordamericano Under-20 2004
- Final Four Cup 2009
- Montreux Volley Masters 2010
- Coppa panamericana 2011

### Premi individuali
- 2006 - All-America First Team
- 2007 - All-America First Team
- 2007 - Division I NCAA statunitense: Palo Alto regional All-Tournament Team
- 2008 - All-America First Team
- 2010 - Liga Superior portoricana: Miglior servizio